# Limnophyes algerina
Limnophyes algerina är en tvåvingeart som beskrevs av Marcuzzi 1950. Limnophyes algerina ingår i släktet Limnophyes och familjen fjädermyggor.
Artens utbredningsområde är Algeriet. Inga underarter finns listade i Catalogue of Life.